# Apóstolos Telikostoglu
Apóstolos Telikostoglu –en griego, Απόστολος Τεληκωστόγλου– (9 de marzo de 1995) es un deportista griego que compite en taekwondo.
Ganó una medalla de plata en el Campeonato Mundial de Taekwondo de 2019, en la categoría de –80 kg. En los Juegos Europeos de Cracovia 2023 consiguió una medalla de bronce en la misma categoría.

## Palmarés internacional
| Campeonato Mundial | Campeonato Mundial       | Campeonato Mundial | Campeonato Mundial |
| Año                | Lugar                    | Medalla            | Categoría          |
| ------------------ | ------------------------ | ------------------ | ------------------ |
| 2019               | Mánchester (Reino Unido) | Medalla de plata   | –80 kg             |
| Juegos Europeos    |                          |                    |                    |
| Año                | Lugar                    | Medalla            | Categoría          |
| 2023               | Krynica-Zdrój (Polonia)  | Medalla de bronce  | –80 kg             |